# Yeoman Cropmaster
Die Yeoman Cropmaster war ein Agrarflugzeug, das aus von der RAAF ausgemusterten CAC-Wackett-Schulflugzeugen durch den australischen Hersteller Yeoman Aviation entwickelt wurde.

## Geschichte und Konstruktion
Die Yeoman Aviation war ein Tochterunternehmen der Kingsford Smith Aviation Services und wurde gegründet, um Landwirtschaftsflugzeuge zu entwickeln bzw. zu produzieren. Kingsford Smith Aviation hatte eine Reihe von Wacketts nach deren Ausmusterung von der RAAF erworben. Vier davon wurden für die landwirtschaftliche Nutzung in den späten 1950er Jahren zu KS-3 Cropmaster umgebaut. Der Umbau beinhaltete wenig mehr als den Einbau eines Chemikalienbehälters statt des hinteren Sitzes und einiger kleinerer Änderungen an den Tragflächen.

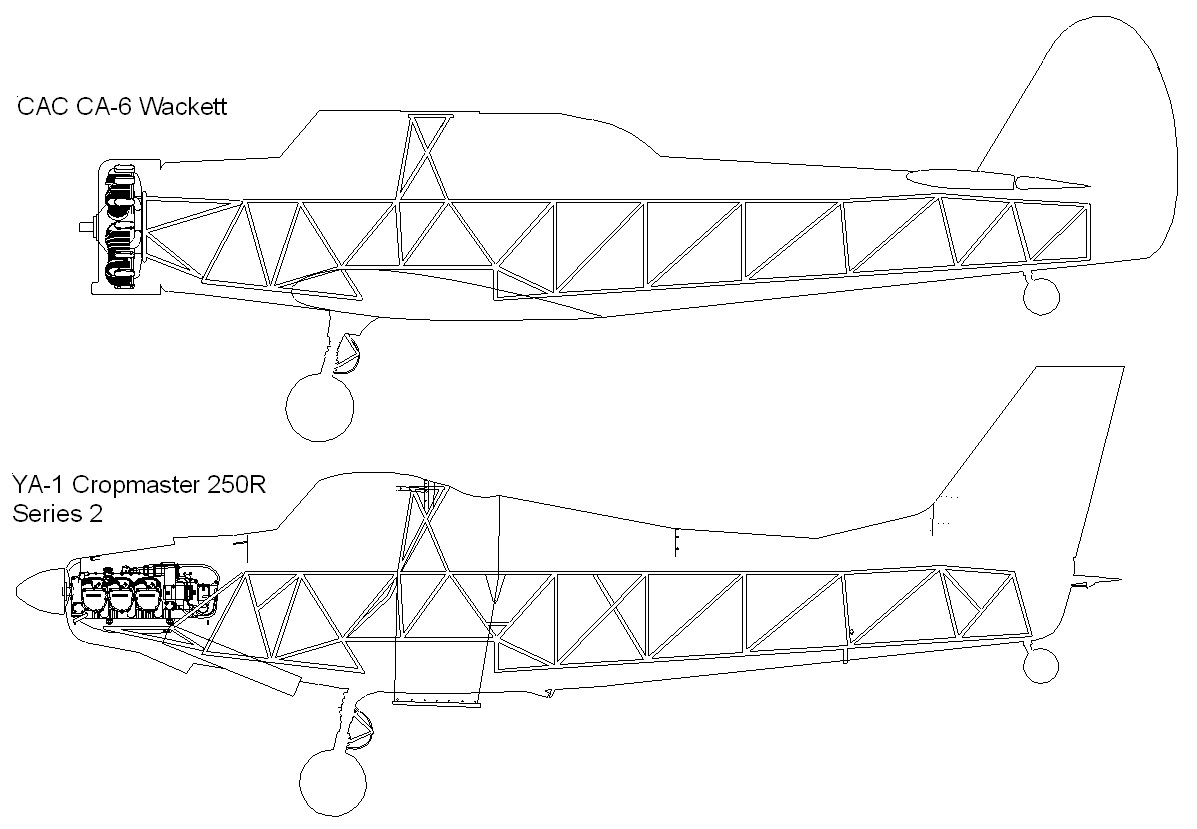
Klar zu erkennen, dass die Cropmaster das Rumpfgerüst der CAC Wackett beibehalten hat

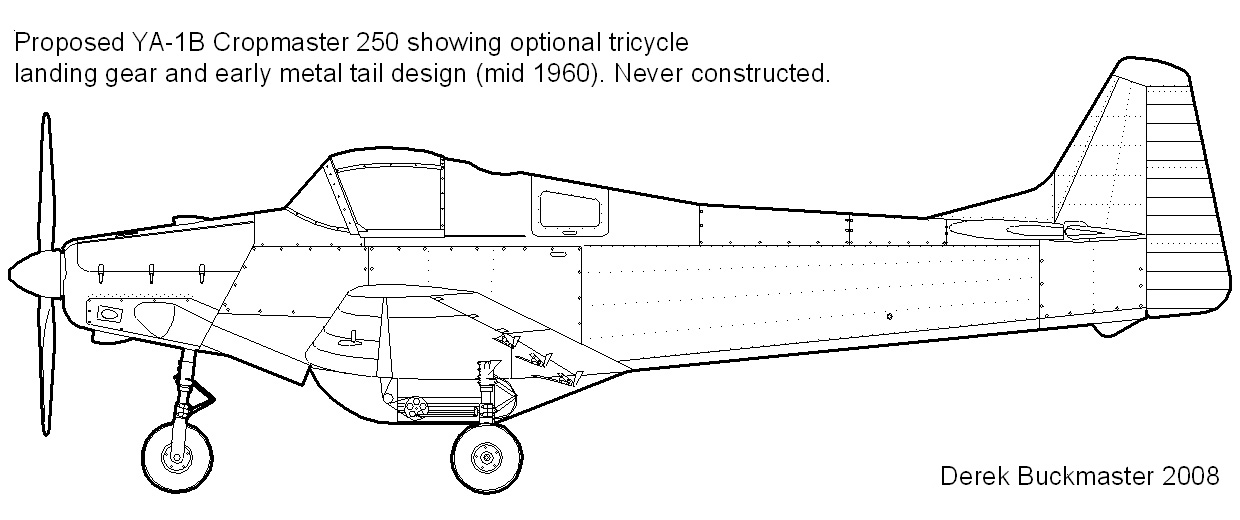
Die geplante YA-1B

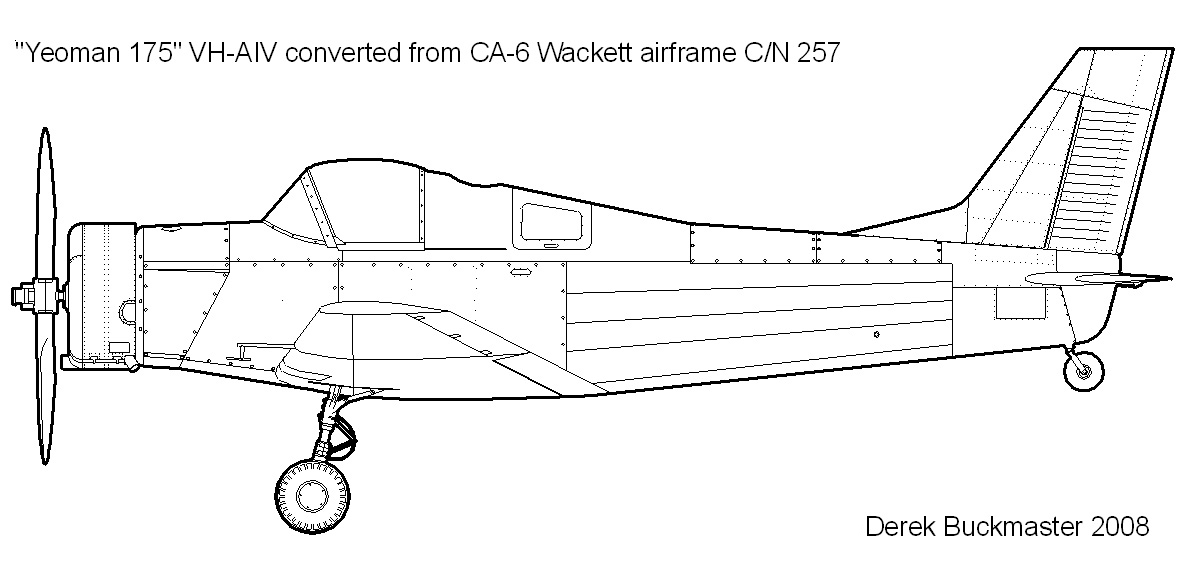
Die Yeoman 175 wurde zum Testen eines neuen Leitwerks verwendet

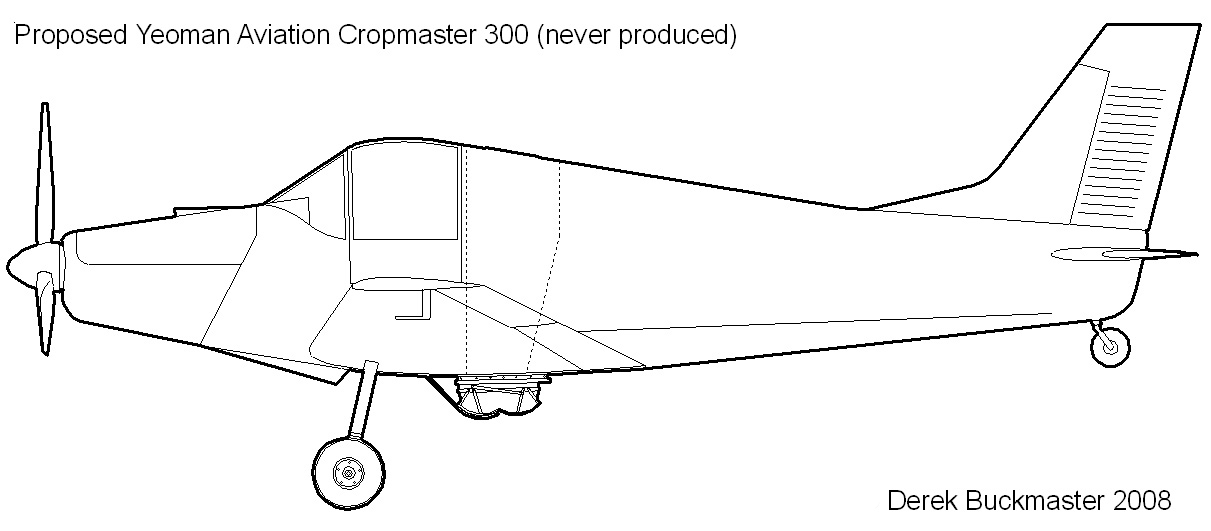
Die letzte Entwicklungsstufe war die Cropmaster 300

Im Gegensatz hierzu erfolgten beim Umbau zur YA-1 Cropmaster größere Änderungen an der Zelle. Die originale Rumpfzellenstruktur aus Stahlrohr wurde beibehalten, aber ein 650 Liter fassender Chemikalienbehälter anstelle des hinteren Sitzes eingebaut. Allerdings musste der Rumpf zum Teil mit Metallplatten und Fiberglasteilen (die Wackett war mit Stoff bespannt) verstärkt werden. Die Tragflächen waren ursprünglich aus Holz und wurden bei der Cropmaster durch Tragflächen aus Metall ersetzt. Die ersten fünf Flugzeuge behielten das Heck der Wackett aus Holz, nachfolgende Maschinen erhielten eines aus Metall, samt einem neuen Höhenleitwerk, einer gepfeilten Flosse und größeren Rudern. Beibehalten wurde von der Wackett auch das nicht einziehbare Spornradfahrwerk. Der Sternmotor der Wackett wurde durch einen Boxermotor ersetzt: bei der YA-1 250 ein Lycoming O-540 mit 250 PS und einem Hartzellpropeller, bei der YA-1 250R ein Continental IO-470, der ebenfalls 250 PS leistete und entweder mit einem Hartzell- oder McCauley-Propeller ausgerüstet war. Eine geplante Variante mit Bugradfahrwerk war die YA-1B, von der jedoch keine gebaut wurde. Eine weitere Variante war die YA-1 285 mit einem 285-PS-Continental-Motor. Es ist jedoch nicht klar, ob diese Variante gebaut wurde. Die erste Cropmaster, eine YA-1 250, startete am 15. Januar 1960 zum Erstflug. Zwanzig weitere Flugzeuge wurden umgebaut, bevor die Produktion 1966 eingestellt wurde. Wie die zur selben Zeit entwickelte CAC Ceres konnte die Cropmaster mit moderneren Agrarflugzeugen nicht konkurrieren.
Eine einzelne Wackett, als Yeoman 175 bezeichnet, wurde unter Beibehaltung des Originalmotors zu einem fliegenden Prüfstand umgebaut, um das neue Ganzmetallleitwerk zu testen.
Ein weiterer Entwicklungsschritt war die Cropmaster 300. Bei den Tragflächen wurde die Spannweite auf 11,28 m vergrößert. Das Leitwerk blieb unverändert und auch das Spornradfahrwerk wurde beibehalten, jedoch ein neues Hauptfahrwerk wurde eingebaut. Neue Kunststoffkraftstofftanks, zwischen den vorderen und hinteren Flügelholmen montiert, erhöhten die Kraftstoffkapazität auf 195 Liter. Zusätzlich wurde auch die Kapazität des Chemikalienbehälters vergrößert. Das Cockpit wurde verbreitert, so dass neben dem Piloten ein Passagier Platz fand.
Eine YA-1 Cropmaster 250 (ex VH-DEQ) wurde 1964 nach Neuseeland verkauft, wo sie mehrere Jahre ihren Dienst als ZK-CDI versah. Im Jahre 1968 kaufte I. M. Hanes die Maschine und baute sie, nach Entfernung des Chemikalienbehälters, in eine dreisitzige Reisemaschine um. Diese Maschine wurde nun als Yeoman-Hanes 250 bezeichnet und flog bis 1990, als sie bei einem Unfall schwer beschädigt wurde. Schließlich wurde die beschädigte Maschine nach Australien zurückverkauft und wieder in flugfähigen Zustand gebracht, sodass sie als VH-FBC im Dezember 2001 wieder fliegen konnte.

## Technische Daten
| Kenngröße             | Daten (YA-1 250R Cropmaster)        |
| --------------------- | ----------------------------------- |
| Besatzung             | 1                                   |
| Länge                 | 8,02 m                              |
| Spannweite            | 10,67 m                             |
| Höhe                  | 2,97 m                              |
| Flügelfläche          | 16,63 m²                            |
| Flügelstreckung       | 6,8                                 |
| Leermasse             | 817 kg                              |
| max. Startmasse       | 1600 kg                             |
| Reisegeschwindigkeit  | 129 km/h                            |
| Höchstgeschwindigkeit | 245 km/h                            |
| Dienstgipfelhöhe      |                                     |
| Reichweite            | 3 h                                 |
| Triebwerke            | 1 × Continental IO-470-R mit 187 kW |